# International Commission on Non-Ionizing Radiation Protection
Die International Commission on non-ionizing radiation protection (ICNIRP; englisch für Internationale Kommission für den Schutz vor nichtionisierender Strahlung) ist eine internationale Vereinigung von Wissenschaftlern zur Erforschung der Auswirkung nichtionisierender Strahlung auf die menschliche Gesundheit.

## Geschichte
Die Organisation wurde 1992 von der International Radiation Protection Association (IRPA) als unabhängige internationale Kommission zum Schutz vor nichtionisierender Strahlung gegründet. Der Verband ist keine Unterorganisation einer anderen internationalen Organisation oder einer Regierung, jedoch ist sie von der Weltgesundheitsorganisation und der Europäischen Union anerkannt.
Die Organisation existiert als ICNIRP e. V.. Der Sitz liegt in Oberschleißheim, in einem Gebäude des Bundesamtes für Strahlenschutz (BfS) vom Standort „München (Neuherberg)“.
Vorsitzende waren:
- 1992–1996: Michael Repacholi (Australien)
- 1996–2000: Jürgen Bernhardt (Deutschland)
- 2000–2004: Alastair McKinlay (Schottland)
- 2004–2012: Paolo Vecchia (Italien)
- 2012–2016: Rüdiger Matthes (Deutschland)
- 2016–2020: Eric van Rongen (Niederlande)
- 2020–2024: Rodney Croft (Australien)[4]
- 2024–2028: Akimasa Hirata (Japan)

Stellvertretende Vorsitzende ist Maria Feychting.

## Arbeit
Die Haupttätigkeit ist die Analyse und Bewertung des Kenntnisstands zur gesundheitlichen Wirkung von elektrischen, magnetischen und elektromagnetischen Feldern, optischer Strahlung und Laser. Dabei wird eine internationale Harmonisierung der Standards und Richtlinien angestrebt. Zu diesem Zweck arbeitet der Verband unter anderem auf dem Gebiet der elektromagnetischen Umweltverträglichkeit im internationalen EMF-Projekt mit der WHO zusammen.
Eine internationale Zusammenarbeit besteht auch mit der Internationalen Arbeitsorganisation auf dem Gebiet des Arbeitsschutzes.
Zur Diskussion von Ergebnissen veranstaltet der Verband internationale Tagungen und Workshops.

## Richtlinien
Aus der Verbandsarbeit wurden Grenzwertempfehlungen und Richtlinien herausgegeben, von denen die ICNIRP-Guidelines von 1998 die bekanntesten sind. Diese Richtlinien haben lediglich empfehlenden Charakter. Die darin empfohlenen Grenzwerte sind zur Grundlage einiger EG-Richtlinien z. B. zu elektromagnetischen Feldern geworden.
Beispiele:
- Guidelines on Limits of Exposure to Static Magnetic Fields. In: Health Physics 66 (1): 100–106; 1994.
- Guidelines for Limiting Exposure to Time-Varying Electric, Magnetic, and Electromagnetic Fields (up to 300 GHz). In: Health Physics 74 (4): 494–522; 1998
- Guidance on Determining Compliance of Exposure to Pulsed Fields and Complex Non-Sinusoidal Waveforms below 100 kHz with ICNIRP Guidelines. In: Health Physics 84 (3): 383–387; 2003.

## Kritik
Die wissenschaftliche Vorgehensweise sowie seine starke Nähe zur Industrie wurde im Jahr 1999 vom neuseeländischen Umweltwissenschaftler Neil Cherry untersucht. Er kommt zu dem Ergebnis, dass die Herangehensweise der ICNIRP, die nur auf der thermischen Sicht basiert, bezüglich wissenschaftlicher Nachweise und Methodologie der Grenzwertsetzung zum Schutz der Gesundheit der Allgemeinbevölkerung falsch sei.

Die Internationale Konferenz Situierung von Mobilfunksendern äußerte im Juni 2000:

„Die Internationale Konferenz Situierung von Mobilfunksendern machte klar, dass die Vorschläge der ICNIRP zum Schutz der menschlichen Gesundheit hinsichtlich der hochfrequenten elektromagnetischen Felder, auf welchen die derzeitigen Empfehlungen der WHO und des EU-Rates aufbauen, zum einen wissenschaftlich nicht haltbar sind und zum anderen den Schutz der menschlichen Gesundheit nicht gewährleisten können.“

In den Richtlinien für die Begrenzung der Exposition durch zeitlich veränderliche elektrische, magnetische und elektromagnetische Felder steht dazu unter anderem:

„Generell gilt, daß die Literatur über nichtthermische Auswirkungen von elektromagnetischen AM-Feldern so komplex ist, die aufgezeigten Wirkungen so wenig gesichert sind und die Relevanz für die Gesundheit des Menschen so unsicher ist, daß es unmöglich ist, diese Gesamtheit an Daten als Grundlage für die Festsetzung von Grenzwerten für die Exposition des Menschen heranzuziehen.“

Eine Recherche von Abgeordneten des EU-Parlaments im Jahr 2020 listet personelle Interessenskonflikte und kritisiert, dass die ICNIRP den aktuellen Stand der Wissenschaft ignoriere.